# سونوگرافی واژینال

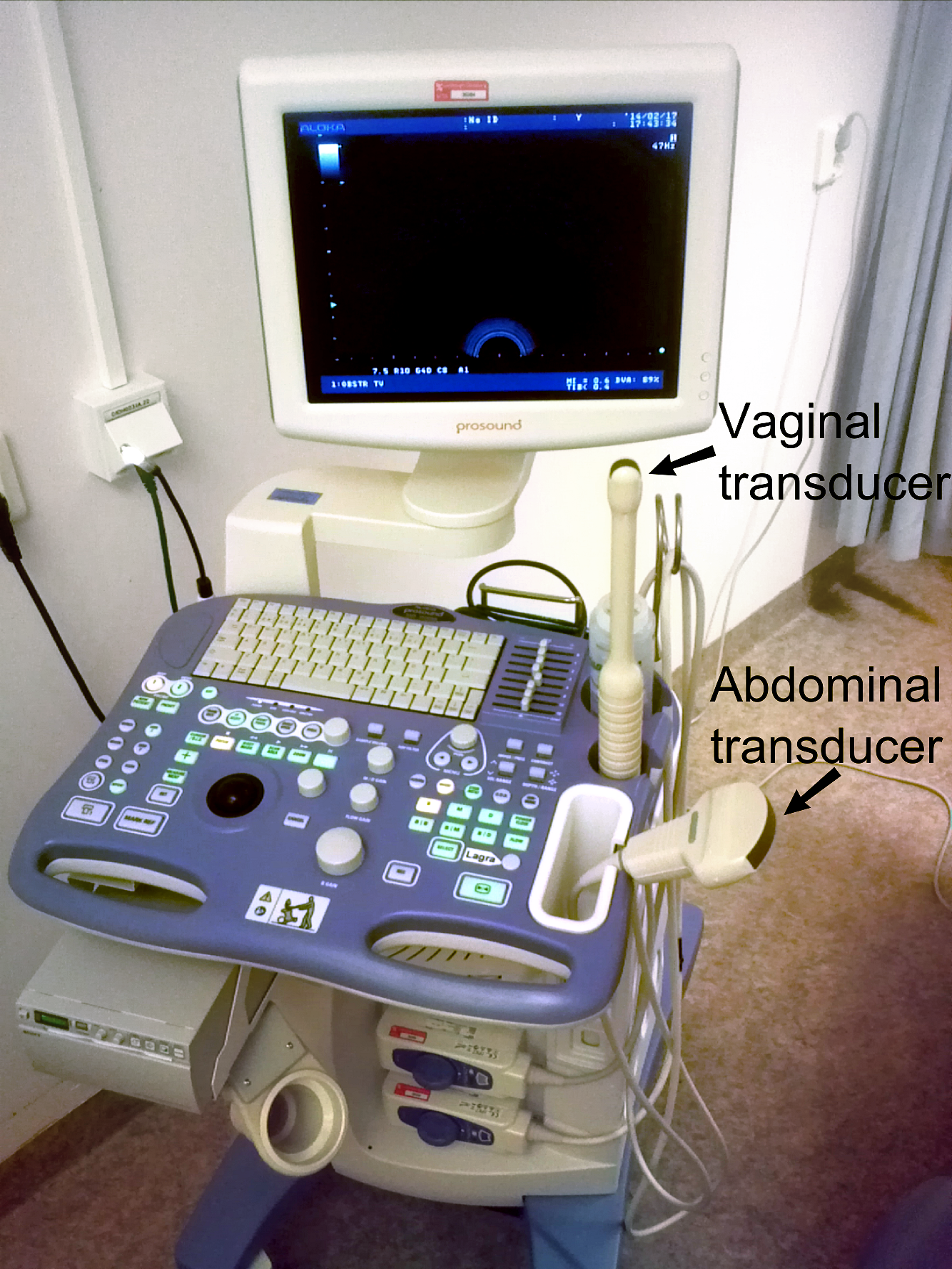
دستگاه سونوگرافی واژینال و شکم.

سونوگرافی واژینال (انگلیسی: Vaginal ultrasonography)، یک سونوگرافی پزشکی از واژن است که برای بررسی دقیق‌تر اندام های درون حفرهٔ لگن به کار می‌رود و بیشتر از سونوگرافی شکمی اطلاعات به پزشک می‌دهد. این نوع سونوگرافی به عنوان سونوگرافی ترنس واژینال هم نامیده می‌شود، زیرا امواج فراصوتی در سراسر دیوارهٔ واژن برای بررسی بافت‌های اطراف واژن آن نیز می‌پردازند.

## روش انجام

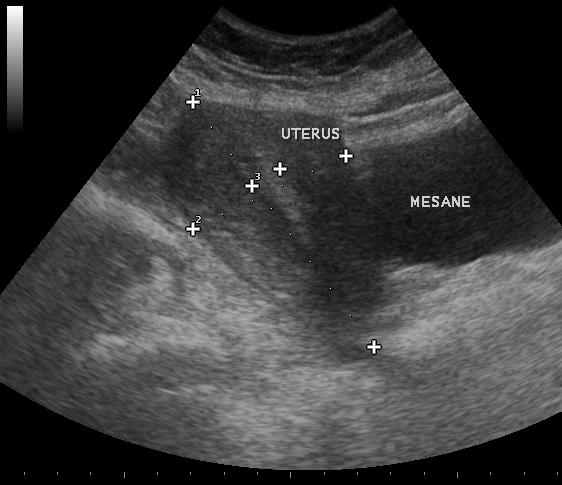
سونوگرافی واژینال

بیمار ابتدا باید دراز بکشد و پاهایش را راحت جمع کند، به شکلی که کف پاهایش روی تخت قرار بگیرد. سپس روی سر پروب دستگاه یک کاندوم کشیده شده و بعد آن را با ژل مخصوص آغشته می‌کنند. سپس آن را وارد واژن می‌کنند. این پروب امواج صوتی‌ای تولید می‌کند که تصاویر رحم، تخمدان‌ها و لوله‌های فالوپ را به پزشک می‌دهد. در این نوع سونوگرافی مثانه باید خالی باشد و هیچ گونه دردی نیز ندارد.

## اندام‌های مورد بررسی طی سونوگرافی واژن
ارگان‌های داخلی بدن زنان که طی این سونوگرافی بررسی و ارزیابی می‌شود شامل موارد زیر است:
- واژن
- دهانهٔ رحم
- رحم
- تخمدان‌ها
- لوله‌های فالوپ یا لوله‌های رحم

## علائم بیمار برای انجام سونوگرافی واژن
این سونوگرافی زمانی انجام می‌شود که پزشک با توجه به علائمی در زنان آن را تجویز کند. به عنوان مثال:
- درد لگن
- خونریزی واژینال بی‌دلیل
- ناباروری
- شک به بارداری خارج رحمی
- نتایج غیرطبیعی در معاینه لگن

## موارد استفادهٔ ضروری‌تر
انجام این نوع سونوگرافی که توسط رادیولوژیست انجام می‌شود در موارد زیر ضروری‌تر است:
- کیست تخمدان
- وجود تومور در تخمدان یا رحم
- وجود فیبروئیدها[۳]
- بررسی دقیق‌تر واژن و دهانهٔ رحم و تخمدان‌ها در برخی بیماران با مشکل سرطان پستان

## موارد استفاده در بارداری
این سونوگرافی گاهی نیز در دوران بارداری انجام خواهد شد. برخی موارد مورد بررسی در دوران بارداری شامل موارد زیر است:
- بررسی ضربان قلب جنین
- تأیید تاریخ بارداری
- ارزیابی وضعیت جفت
- نظارت بر حاملگی با خطر بالای سقط جنین
- در تشخیص حاملگی خارج رحمی [۴]